# Hotchkiss TT6/CC.2
Hotchkiss TT6/CC.2 — французская лёгкая гусеничная машина (бронетранспортёр), производимая с 1952 года во Франции компанией Hotchkiss вплоть до конца 1980-х гг. В ФРГ модификация данного БТР выпускалась под названием Schützenpanzer SPz 11-2 Kurz вплоть до 1967 года.

## Описание конструкции

### Hotchkiss TT6/CC.2
TT6 — бронетранспортёр предназначался для перевозки пехоты (до 6 десантников). Корпус машины был полностью закрытым благодаря свариванию элементов бронирования. Толщина брони составляла лишь 7 мм, однако этого было достаточно для защиты экипажа от осколков и пулемётов калибра 12,7 мм на расстоянии от 500 метров. Армией ФРГ использовался под названием SPz kurz, Hotchkiss (Bw) Transportpanzer (SPz 42-1).

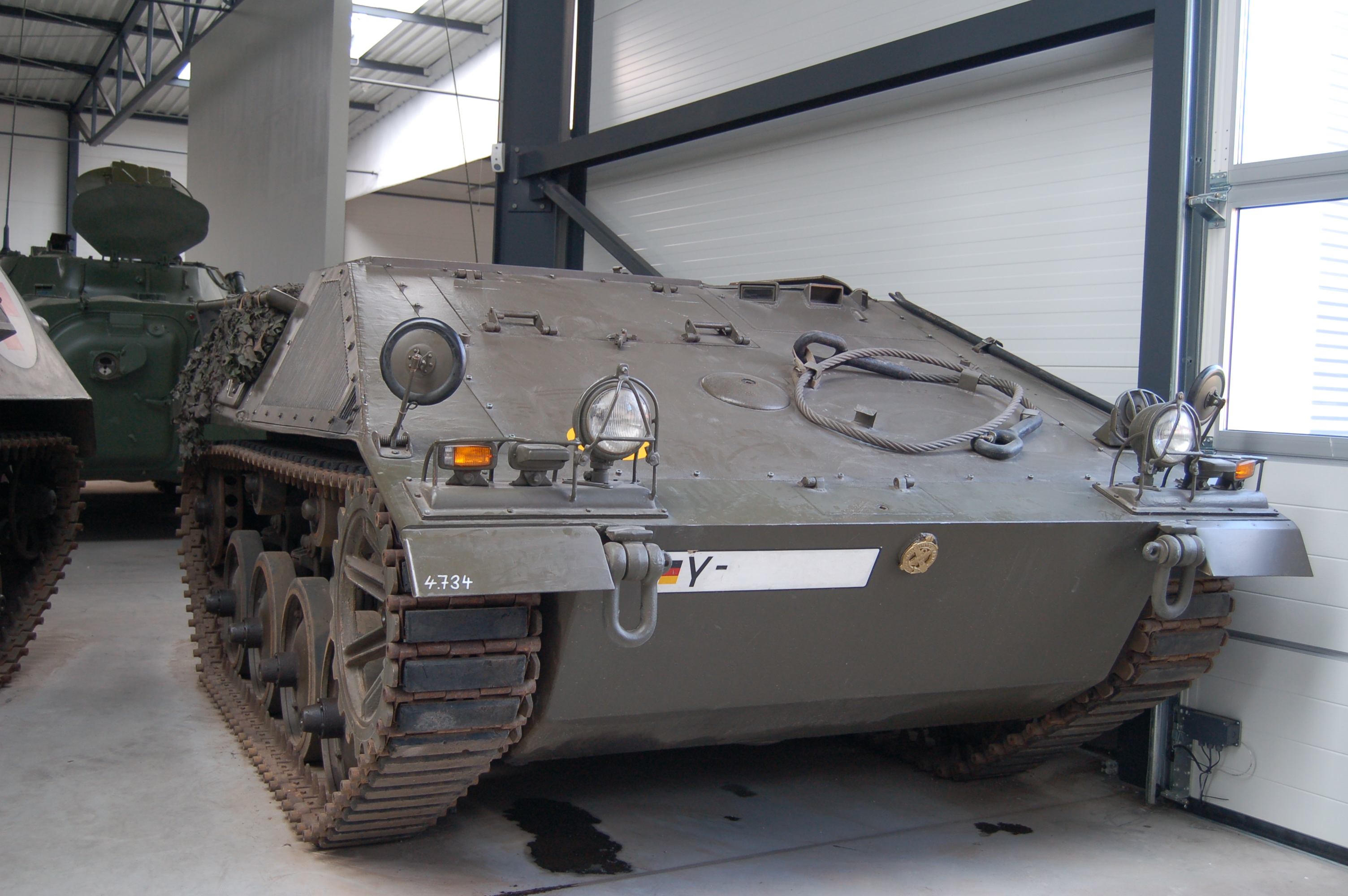
SPz kurz, Hotchkiss (Bw)
Transportpanzer (SPz 42-1)

Ходовая часть представляла собой 4 катка с каждой стороны, крепившихся на индивидуальную торсионную подвеску. Масса машины составляла 6,5 тонн, максимальная скорость по шоссе — 65-70 км/ч.
CC.2 — данный вариант был специализирован для перевозки до 1 тонны грузов. Отличался более угловатыми формами, открытым грузовым отделением. Благодаря этому в корпус была возможна установка 150-мм безоткатного орудия или ПТУР типа SS.11. Масса составила 6,4 тонны.
Был экипирован комплектом радиостанции SCR. На базе этого транспортёра был построен первый прототип лёгкого авиадесантного истребителя танков ELC под управлением компании AMX.

### Engin Léger de Combat
ELC — танк, выпущенный в 1955 году, отличался от CC.2 отсутствием грузового отделения как такового и наличием башни-каземата с 90-мм орудием, в которой разместились оба члена экипажа, водитель и командир. На марше башня вращаться на 360° не могла, стрельба была возможна лишь при полной остановке. Средняя масса танков всех модификаций составляла 6,7 тонн.

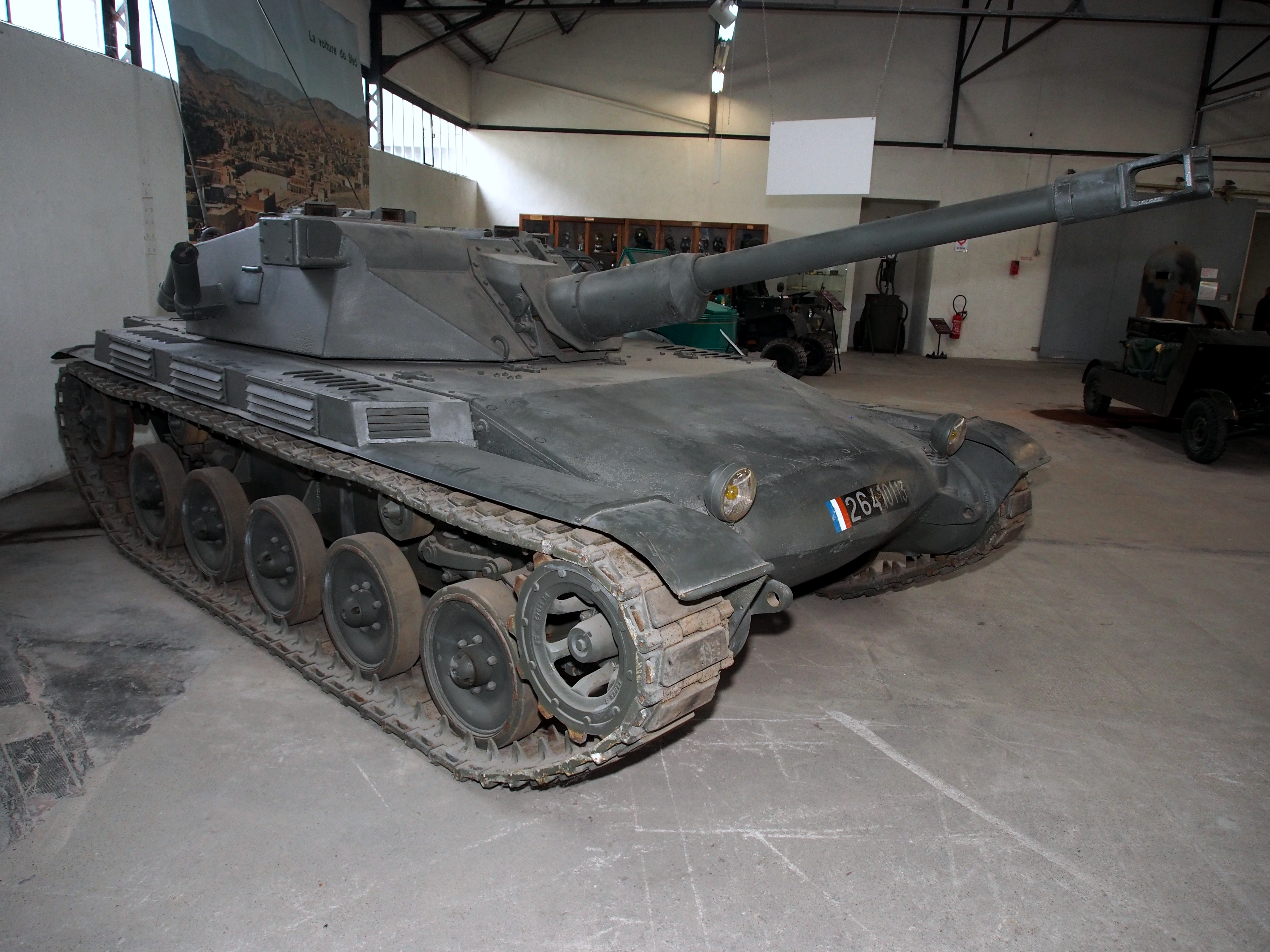
ELC bis в музее бронетехники в Сомюре

ELC bis — в 1956—1961 проект ELC получил новое шасси bis с 5 катками уменьшенного диаметра с каждой стороны и усилением лобовой брони до 40 мм. Масса танка увеличилась до 8,9 тонн. ELC bis имел двигатель SOFAM мощностью 180 л. с. и шестиступенчатую КПП, что позволяло ему достигать 80 км/ч по шоссе. В серию не пошёл, единственный известный прототип находится в резервном ангаре в музее бронетехники в Сомюре, во Франции.

### Schützenpanzer SPz 11-2
БТР немецкой модификации. От TT6 отличался усиленным (до 15 мм) бронированием и наличием дополнительного 5 катка с каждой стороны. Боевые версии машины (БМП) имели орудийную башню с 20-мм автопушкой Hispano-Suiza 820, в то время как остальные (десантные, эвакуационные) обладали полностью закрытым корпусом. Экипаж БМП же состоял 5 из человек, а 164-сильный двигатель позволял SPz 11-2 достигать до 58 км/ч по шоссе. Масса составила 8,2 тонны.

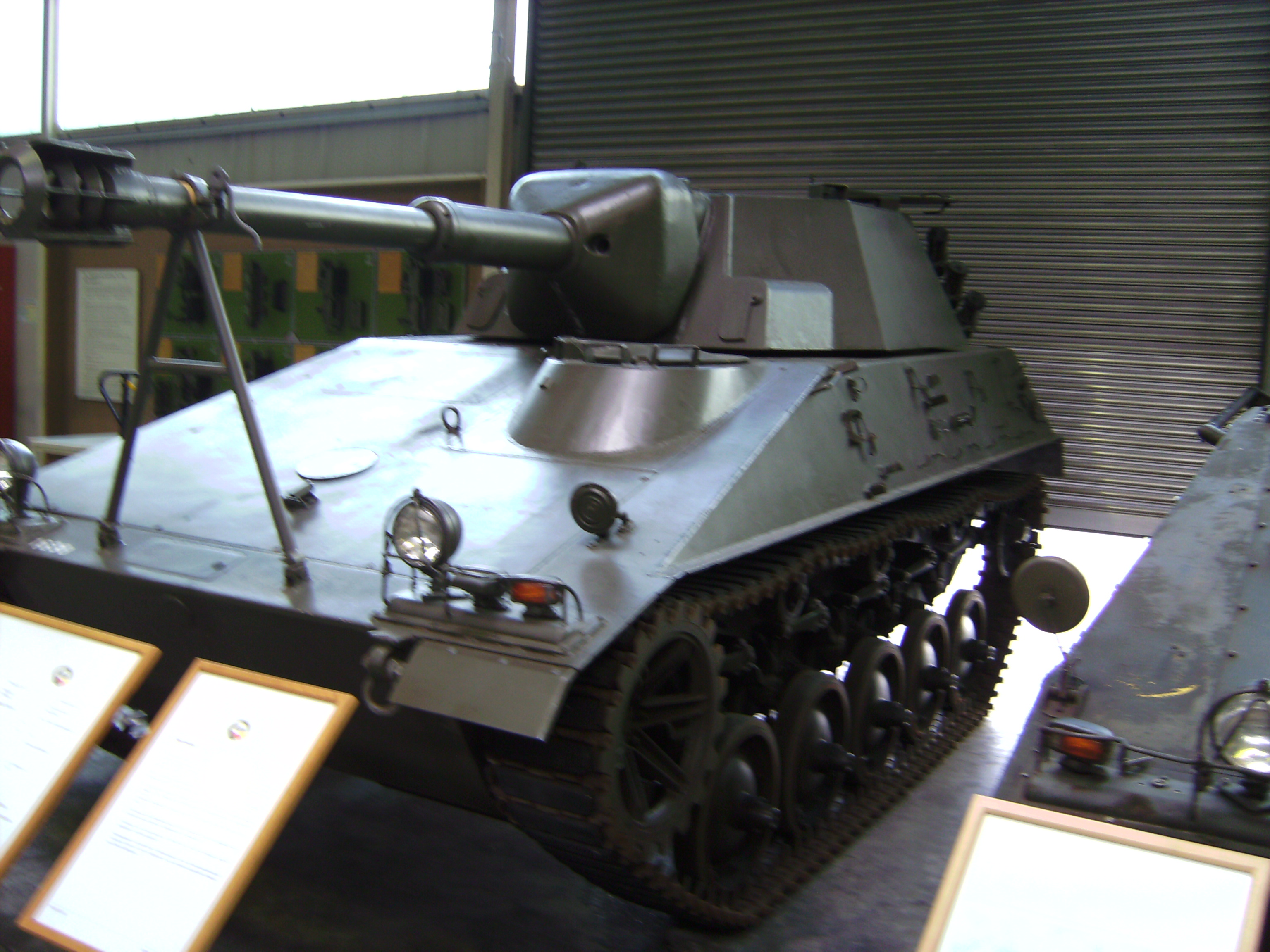
Spähpanzer_SP_I.C._Bild_1

Spähpanzer I.C. — лёгкая разведывательная машина с элементами истребителя танков, разработанная в 1956—1962 гг на базе SPz 11-2. Был произведён лишь один прототип, сейчас находится в музее немецкой оборонной техники Бундесвера. Имел экипаж в 3 человека (водитель, командир (также выполняющий роль наводчика) и заряжающий), 195-сильный двигатель и 90-мм орудие бельгийского (французского) производства Mecar. Боекомплект танка состоял как из кумулятивных, так и из осколочно-фугасных боеприпасов. Башня первого прототипа была имела меньшую высоту; в следующей модернизации башню привели в современный вид.

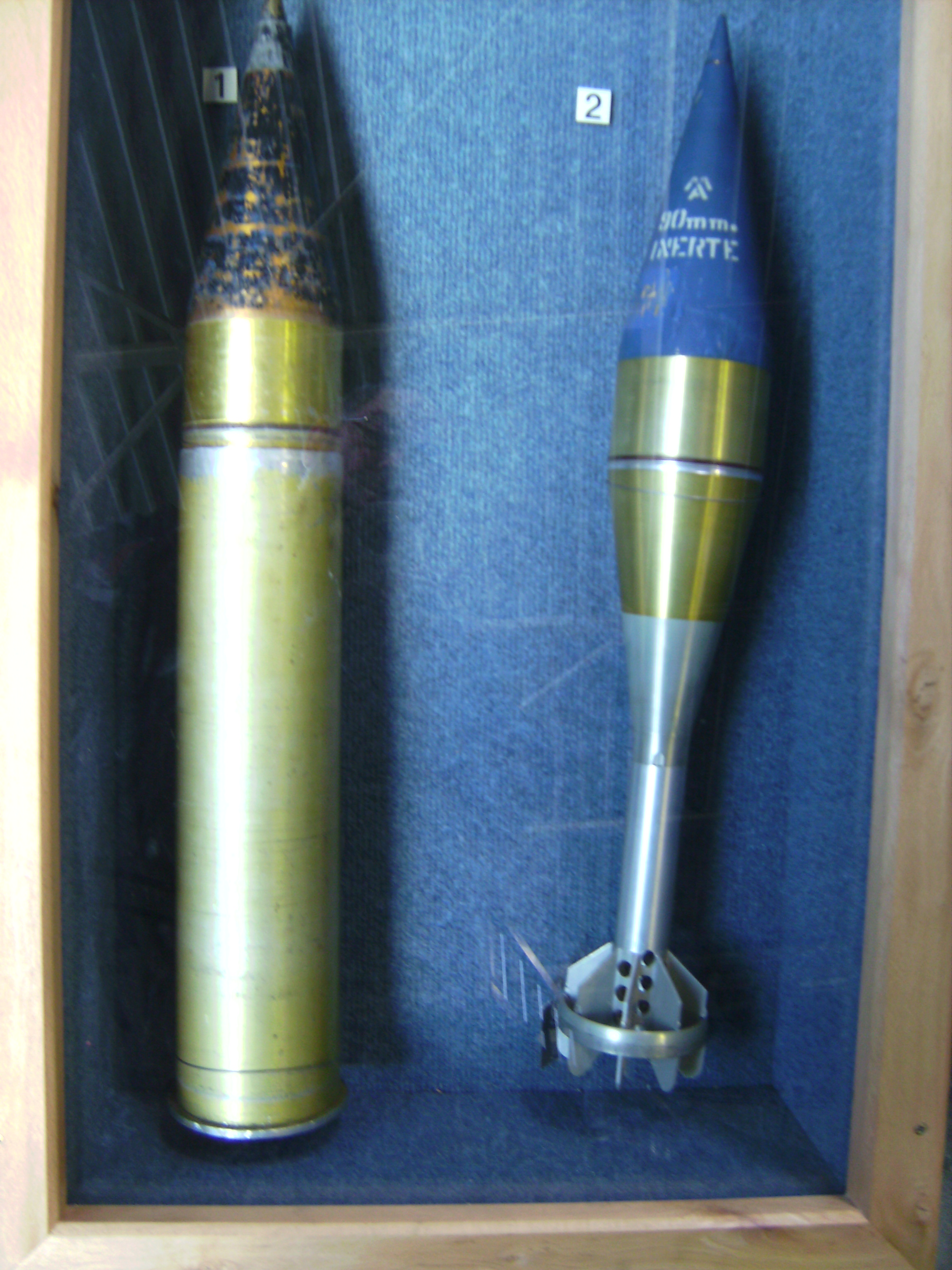
Оперённые кумулятивный и осколочно-фугасный 90-мм снаряды Spähpanzer I. C.

## В игровой индустрии
- AMX ELC bis присутствует в играх World of Tanks и World of Tanks Blitz как лёгкий танк 5 уровня, а также как САУ 4 ранга в игре War Thunder.
- Spahpanzer SP I.C. является лёгким танком 7 уровня в World of Tanks и World of Tanks Blitz.
- Hotchkiss CC.2 появился в модификации D-day игры C&C: Red Alert 2 в качестве французского бронетранспортёра.